# Parazumia sulcata
Parazumia sulcata är en stekelart som först beskrevs av Adolpho Ducke 1904.  Parazumia sulcata ingår i släktet Parazumia och familjen Eumenidae. Inga underarter finns listade i Catalogue of Life.